# عقيق (الشحر)
'

تعديل مصدري - تعديل

عقيق هي إحدى قرى عزلة الشحر بمديرية الشحر التابعة لمحافظة حضرموت، بلغ تعداد سكانها 177 نسمة حسب تعداد اليمن لعام 2004.